# 이글아이 체리
이글아이 체리(Eagle-Eye Cherry, 1969년 5월 7일 ~ )는 스웨덴의 가수이다. 대표곡은 "Save Tonight"이다.